# Ferrovías

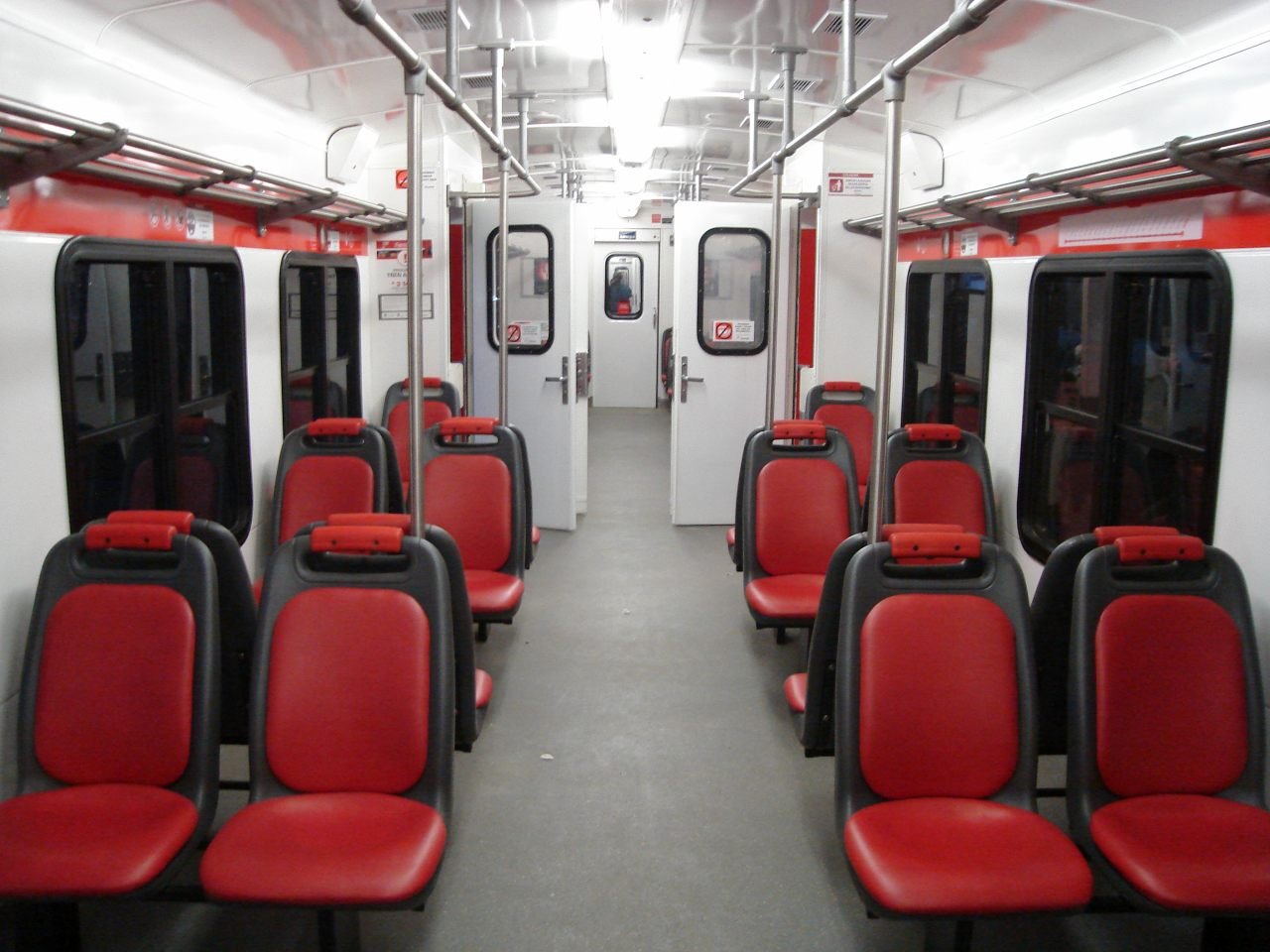
Interior de um carro de passageiros de bitola métrica - classe única fabricado pela Fiat Materfer, reformado pela empresa EMEPA e operado por Ferrovías

Ferrovías é uma empresa de transporte ferroviário da Argentina.

## História
Em 1 de Abril de 1994, a empresa começou a explorar o trecho norte do Ferrocarril General Manuel Belgrano, com 54km de extensão.[carece de fontes?]
Em 2005 participa de um consórcio emergencial para a criação da empresa UGOFE, que também incluiu as empresas Trenes de Buenos Aires, Metrovías e Ferrocarril Belgrano (estatal em processo de extinção).[carece de fontes?] Também em 2005 compõe uma sociedade com a empresa de cargas Nuevo Central Argentino criando a Ferrocentral que através do Ferrocarril General Bartolomé Mitre presta serviços de trens de passageiros entre Córdoba e Tucuman.[carece de fontes?]
A UGOFE foi extinta em 2014, como parte de um programa de reorganização do governo argentino, que argumentou que o período de emergência já tinha terminado, passando então as empresas a operar de forma independente. Este processo foi parcialmente causado pelo Acidente ferroviário na estação de Once, em 2012, que revelou várias fragilidades na rede ferroviária argentina. Um dos grupos que passou a funcionar de forma independente foi o Emepa-Ferrovías, que já era responsável pela linha metropolitana de Belgrano Norte, tendo passado a explorar também nas linhas Roca e Belgrano Sur, através da sua operadora Argentren. O processo de desmembramento da UGOFE foi acompanhado de grandes investimentos na rede ferroviária, que incluíram a modernização das infraestruturas e a introdução de novo material circulante. A linha Roca passou posteriormente a ser operada pela empresa Ferrosur Roca.
Em 2017, o governo cancelou a renovação da licença da empresa para o operar na linha Belgrado Norte, que iria caducar em 31 de Dezembro de 2018. O governo sustentou esta medida com a alegação que as operações da empresa «no garantizan la prestación eficiente del Servicio Público de Transporte Ferroviario de Pasajeros y, por tanto, no responde en rigor a las necesidades del Estado Concedente». Porém, a empresa continuaria responsável pela linha até que entrasse um novo operador privado, ou a concessão fosse nacionalizada. Posteriormente, o governo anunciou a decisão de transitar a exploração da linha, em conjunto com a de Urquiza, para a empresa Trenes Argentinos Operaciones (SOFSE), responsável pelo resto da rede ferroviária, que pertencia ao governo desde 2015. Porém, o prazo para o final da concessão foi por diversas prorrogado até 2023, gerando uma situação precária tanto para a Ferrovías como para a Metrovías, empresa responsável pela linha de Urquiza, que se encontrava na mesma posição. Este processo gerou polémica, tendo sido apontado como uma tentativa de nacionalização por parte do governo, embora o presidente da SOFSE, Martín Marinucci, tenha afirmado que não se tratava de uma investida contra o sector privado, mas apenas da regularização das operações, uma vez que ambas as empresas tinham as suas licenças caducadas, e o governo já era responsável pelas obras na infraestrutura e pelos custos de exploração. Em Fevereiro de 2022 a Ferrovías foi inscrita no Registo Nacional de Operadores Ferroviários, como parte de um processo de introdução do acesso aberto à rede ferroviária nacional, tendo obtido uma licença para o transporte urbano de passageiros. Esta medida poderá significar a continuidade nas operações da empresa, tanto nos serviços que então prestava como noutros eventuais do mesmo tipo.